# Płochocin (Dobra)

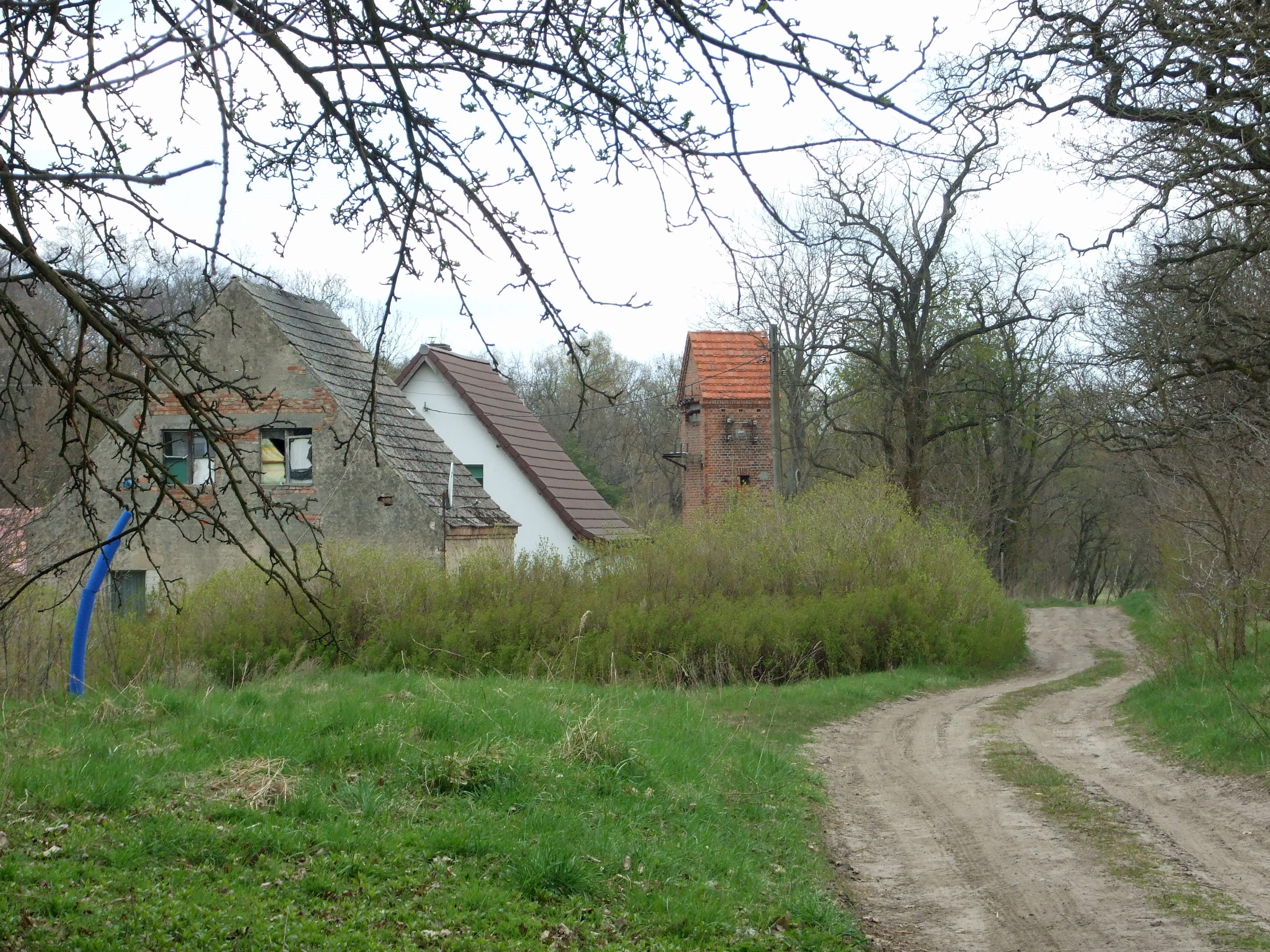
Blick auf die verlassenen Häuser in Płochocin

Płochocin (deutsch Luisenhof) ist ein Dorf im Nordwesten Polens. Es liegt 14 km nordwestlich von Stettin. Płochocin gehört zur Landgemeinde Dobra (Daber) im Powiat Policki in der Woiwodschaft Westpommern.